# Sean Marshall (basket-ball)
Pour les articles homonymes, voir Sean Marshall et Marshall.
Sean James Marshall (né le 11 avril 1985 à Rialto en Californie) est un joueur de basket-ball américain. Il joue aux postes d'arrière et d'ailier et mesure 2,01 m. En 2020, il annonce prendre sa retraite après 13 ans de carrière professionnelle.

## Biographie

### Parcours professionnel
Après avoir joué dans le championnat de la NCAA avec l'université de Boston College, mais n'ayant pas réussi à intégrer la NBA, Marshall décide de lancer sa carrière professionnelle en Europe. Grand espoir à la suite de son parcours universitaire, c'est durant de la saison 2009-2010 que sa carrière pris un tournant, il joue alors en France, à la JDA Dijon Basket et est âgé de 24 ans. Même si la saison se termina sur une mauvaise note avec une descente en Pro B de la JDA, Marshall aura brillé individuellement et fut reconnu comme l'un des meilleurs joueurs de la saison : il est élu meilleur joueur du mois en octobre 2009, et participe aux All Star Game avec la sélection étrangère à Bercy en décembre 2009.
La saison suivante, alors qu'il s'apprête à rejoindre l'équipe de Orléans Loiret Basket, son transfert échoue et il quitte le championnat de France. Il y reviendra une saison plus tard, en 2011, retrouvant la JDA qui est remontée en Pro A, la première division.

## Clubs
- 2003-2007 :  Boston College (NCAA)
- 2007-2008 :  Pınar Karşıyaka (Turquie)
- 2008-2009 :  Aris Salonique (ESAKE)
- 2009-2010 :  Dijon (Pro A)
- 2010-2011 :  Sioux Falls Skyforce
- 2011-2012 :  Dijon (Pro A)

## Distinctions personnelles
- Élu Joueur du Mois en octobre 2009 (Trophée LNB L'Équipe-Sport +)